# Hood (Familienname)
Hood ist ein Familienname.

## Namensträger
- Al Hood (um 1936–2003), US-amerikanischer Jazzmusiker und Arrangeur
- Alexander Hood, 1. Viscount Bridport (1726–1814), britischer Admiral
- Alexander Hood (1758–1798), britischer Kapitän
- Amy Hood, amerikanische Geschäftsfrau
- Arthur Hood, 1. Baron Hood of Avalon (1824–1901), britischer Admiral, Erster Seelord von 1885 bis 1886 und 1886 bis 1889
- Barbara Hood, Geburtsname von Barbara Welch (* 1948), kanadische Badmintonspielerin
- Bill Hood (1914–1992), nordirischer Fußballspieler
- Billy Hood (1873–?), englischer Fußballspieler
- Brady Hood (* 1981), englischer Drehbuchautor und Filmregisseur
- Campbell Scotty Hood (1937–2010), US-amerikanischer Jazz-Bassist
- Cherry Hood (* 1950), australische Malerin
- Christopher Hood (* 1947), britischer Politikwissenschaftler
- Darla Hood (1931–1979), US-amerikanische Schauspielerin
- David Hood (* 1943), US-amerikanischer Bassist
- Denise Page Hood (* 1952), US-amerikanische Juristin
- Don Hood (1940–2003), US-amerikanischer Schauspieler
- Edwin Paxton Hood (1820–1885), britischer Schriftsteller und Kanzelredner
- Ernie Hood (1923–1991), US-amerikanischer Musiker
- Gavin Hood (* 1963), südafrikanischer Filmregisseur
- George E. Hood (1875–1960), US-amerikanischer Politiker
- Graham Hood (* 1972), kanadischer Mittelstreckenläufer
- Henry Hood, 8. Viscount Hood (* 1958), britischer Adliger und Politiker
- Horace Hood (1870–1916), britischer Konteradmiral
- Jalen Hood-Schifino (* 2003), US-amerikanischer Basketballspieler
- Jason Hood, neuseeländischer Schauspieler und Synchronsprecher
- Jim Hood (* 1962), US-amerikanischer Anwalt, Generalstaatsanwalt von Mississippi
- Jimmy Hood (1948–2017), schottischer Politiker
- Joanna Hood, US-amerikanische Bratschistin
- John Bell Hood (1831–1879), General des konföderierten Heeres
- Joseph Martin Hood (* 1942), US-amerikanischer Jurist
- Kit Hood (1943–2020), kanadischer TV-Regisseur, Autor und Filmproduzent
- L. Hood, britischer Rugbyspieler
- Lauren Elizabeth Hood, US-amerikanische Filmproduzentin und Synchronsprecherin
- Leroy Hood (* 1938), US-amerikanischer Biologe und Mediziner
- Lorna Hood (* 1953), schottische Pfarrerin, Moderatorin der Church of Schottland
- Lucy Hood († 2014), US-amerikanische Unternehmerin
- Mantle Hood (1918–2005), US-amerikanischer Musikwissenschaftler
- Mariano Hood (* 1973), argentinischer Tennisspieler
- Morris Hood junior († 1998), US-amerikanischer Politiker
- Morris Hood III (1965–2020), US-amerikanischer Politiker
- Noel Hood (1909–1979), britischer Schauspieler
- Raymond Hood (1881–1934), US-amerikanischer Architekt
- Robert Hood, US-amerikanischer Techno-DJ und -Produzent
- Rodney Hood (* 1992), US-amerikanischer Basketballspieler
- Roger Hood (1936–2020),  britischer Soziologe und Kriminologe
- Samuel Hood, 1. Viscount Hood (1724–1816), britischer Admiral
- Samuel Hood, 1. Baronet (1762–1814), britischer Vizeadmiral
- Sean Hood (* 1966), US-amerikanischer Drehbuchautor
- Sid Hood (1933–2006), englischer Snookerspieler
- Sinclair Hood (1917–2021), britischer Archäologe
- Stuart Hood (1915–2011), schottischer Schriftsteller, Übersetzer und Fernsehmacher
- Ted Hood (1927–2013), US-amerikanischer Segelmacher und Yachtkonstrukteur
- Thomas Hood (1799–1845), englischer Schriftsteller und Humorist
- Tom Hood (1835–1874), englischer Humorist und Illustrator
- William Hood (* 1940), US-amerikanischer Kunsthistoriker und Hochschullehrer

### Fiktive Personen
- Robin Hood, Held in englischen Sagen und Balladen